# Parafia św. Zygmunta w Baranowiczach
Parafia św. Zygmunta w Baranowiczach – rzymskokatolicka parafia znajdująca się w diecezji pińskiej, w dekanacie baranowickim, na Białorusi.
Kościół św. Zygmunta w Baranowiczach zbudowano w latach 1996 - 2001. 27 maja 2001 konsekrował go arcybiskup mińsko-mohylewski i administrator apostolski diecezji pińskiej kard. Kazimierz Świątek. Obecnie jest pod wezwaniem św. Zygmunta I, jednak patronem planowanym w przyszłości jest bp Zygmunt Łoziński.